# Wirtschaftsplan (Wohnungseigentum)
Der Wirtschaftsplan ist nach dem deutschen Wohnungseigentumsgesetz (WEG) eine Aufstellung der für das Kalenderjahr zu erwartenden Einnahmen und Ausgaben bei der Verwaltung des gemeinschaftlichen Eigentums. Der beschlossene Wirtschaftsplan begründet die rechtliche Verpflichtung der Wohnungseigentümer zu den (zugleich damit beschlossenen) Hausgeldzahlungen.

## Rechtliche Grundlage
Der Wirtschaftsplan gehört zur ordnungsgemäßen Verwaltung von Wohnungseigentumsanlagen und ist in § 28 WEG geregelt. Der Wirtschaftsplan ist vom Verwalter jährlich aufzustellen.

## Inhalte des Wirtschaftsplans
Im Wirtschaftsplan werden die voraussichtlichen Einnahmen und Ausgaben für das kommende Wirtschaftsjahr und separat die Zuführung zur Instandhaltungsrücklage veranschlagt. Er enthält ausschließlich die Kosten zur Verwaltung und Instandhaltung des gemeinschaftlichen Eigentums und Kosten, die üblicherweise über die Gemeinschaft abgerechnet werden, wie beispielsweise Wasser- und Abwasserkosten, Müllbeseitigung und gegebenenfalls Heizkosten, wenn eine gemeinschaftliche Heizungsanlage vorhanden ist. Zur Grundsteuer werden die einzelnen Wohnungseigentümer separat veranlagt, sie ist somit nicht Bestandteil des Wirtschaftsplans. Auch Kosten im Zusammenhang mit dem Sondereigentum sind nicht Bestandteil des Wirtschaftsplans. Zur Einnahmenseite gehören z. B. Zinserträge der Bankkonten der Gemeinschaft, Erträge aus Vermietung des gemeinschaftlichen Eigentums, etwaige Entnahmen aus der Instandhaltungsrückstellung, vor allem aber die Beiträge der Wohnungseigentümer (Hausgeld). Der Wirtschaftsplan muss Einnahmen und Ausgaben in gleicher Höhe verzeichnen.
Der Wirtschaftsplan besteht aus einem Gesamtwirtschaftsplan und den Einzelwirtschaftsplänen. Zu jeder Eigentumswohnung (und jedem Teileigentum) gehört ein Einzelwirtschaftsplan. Allen Wohnungseigentümern müssen bei der Beschlussfassung alle Einzelwirtschaftspläne der Gemeinschaft vorliegen.

### Verteilungsschlüssel
Zu jeder Position im Wirtschaftsplan muss auch der Verteilungsschlüssel angegeben sein. Nach § 16 Absatz 2 WEG ist zunächst der Miteigentumsanteil (MEA) der Verteilungsschlüssel, jedoch können die Wohnungseigentümer andere Maßstäbe vereinbaren. Für die Kosten und Nutzungen bei baulichen Veränderungen gilt § 21 WEG.

## Verfahren und Rechtswirkung
Der Wirtschaftsplan ist vom Verwalter aufzustellen (§ 28 Absatz 1 WEG). Ist ein Verwaltungsbeirat vorhanden, soll dieser den Wirtschaftsplan vor der Beschlussfassung prüfen (§ 29 Absatz 2 WEG). 
Der Wirtschaftsplan ist Grundlage für die monatlichen Vorschüsse (Hausgeld) der Miteigentümer. Die Wohnungseigentümer sind verpflichtet, nach Abruf durch den Verwalter die entsprechenden Vorschüsse zu leisten (§ 28 Absatz 2 WEG).
Seit der WEG-Reform zum 1. Dezember 2020 wird von der Eigentümergemeinschaft nicht mehr über den Wirtschaftsplan beschlossen. Die Wohnungseigentümer beschließen nur noch über die Vorschüsse zur Kostentragung und zu den vorgesehenen Rücklagen.

## Gültigkeitsdauer
Der Wirtschaftsplan wird für das Kalenderjahr beschlossen. Da allerdings nach Ablauf des Kalenderjahres in der Regel nicht sofort ein neuer Wirtschaftsplan beschlossen werden kann, werden Wirtschaftspläne häufig mit dem Zusatz, dass dieser Wirtschaftsplan so lange gilt, bis ein neuer Wirtschaftsplan beschlossen wird, verabschiedet.